# Березкін Максим Станіславович
Макси́м Станісла́вович Бере́зкін — директор групи компаній GREENSTONE.
У минулому — голова наглядової ради Групи Креатив.
Максим Березкін понад 11 років працює в олійно-жировій галузі.
З 2012 року обіймав посаду голови наглядової ради Групи Креатив і відповідав за стратегічне планування, міжнародну співпрацю та розвиток експортних ринків.
До Групи Креатив Максим приєднався у 2002 році на позицію менеджера у відділі маркетингу, пройшовши відтоді різні щаблі кар'єрного розвитку:
- 2003—2008 рр. — керівник відділу продажів на ЗАТ «Креатив»;
- 2008—2012 рр. — генеральний директор ЗАТ «Креатив»;
- 2012—2015 рр. — голова наглядової ради промислової групи «Креатив».
- Серпень 2015 — вийшов зі складу наглядової ради «Креатив»
- 28.08.2015 — заснував GREENSTONE — українську інтегровану агропромислову групу компаній, яка об'єднує кілька бізнес-напрямків, серед яких виробництво та продаж соєвої та соняшникової олії та шроту; земельний банк з майже 35 тис. га власних угідь, розташованих у Кіровоградській, Миколаївській, Чернігівській та інших областях України; тваринницький напрямок, представлений сучасним свинокомплексом, потужністю 60 тисяч голів на рік; автотранспортне підприємство та кілька інвестиційних «green-field» проектів; штат співробітників — майже 1500.

Максим Березкін закінчив Кіровоградський державний технічний університет (1997—2002) за спеціальністю облік та аудит. У 2009 р. здобув ступінь MBA в Інституті бізнесу при Державній Академії при Уряді РФ.
З жовтня 2011 — президент футбольного клубу Зірка (Кропивницький).